# پترسون ۲۵۱۱
سیارک ۲۵۱۱ (به انگلیسی: 2511 Patterson، نامگذاری:1980LM) دو هزار و پانصد و یازدهمین سیارک کشف شده‌است که در ۱۱ ژوئن ۱۹۸۰ کشف شد.
قدر مطلق سیارک برابر ۱۲٫۵۰ است.